# 直落亚逸
直落亚逸（英語：Telok Ayer），是新加坡牛車水內的一個歷史區域，其命名源於直落亚逸灣（Telok Ayer Bay），一個已消失的海灣。該區自1822年已經開始有人居住，是中國人主要定居地之一。原本的河流濕地於1878至1885年間被填平，附近所有山丘及肉豆蔻種植園都被推倒，位於海邊的天福宫從此離岸五個街口。

### 文獻
- Victor R Savage, Brenda S A Yeoh (2003), Toponymics - A Study of Singapore Street Names, Eastern Universities Press, ISBN 981-210-205-1
- Norman Edwards, Peter Keys (1996), Singapore - A Guide to Buildings, Streets, Places, Times Books International, ISBN 9971-65-231-5